# Жуки (Шершунский сельсовет)
Жуки (бел. Жукі́) — деревня в Минском районе Минской области Республики Беларусь. В составе Шершунского сельсовета.

## География
Пролегает дорога Н8964.
Ближайшие населённые пункты Грини, Збаровичи и др.

### Гидрография
Около деревни протекает река Гуйка.

## История
В 1905 году в Радошковской волости Вилейского уезда Виленской губернии.

## Население

### Численность
- 2012 год — 32 человек

### Динамика
- 1905 год — 134 человек (73 муж. и 61 жен.)[2]
- 1999 год — 33 человек (перепись населения)
- 2009 год — 38 человек (перепись населения)[2]
- 2012 год — 32 человек

## Галерея

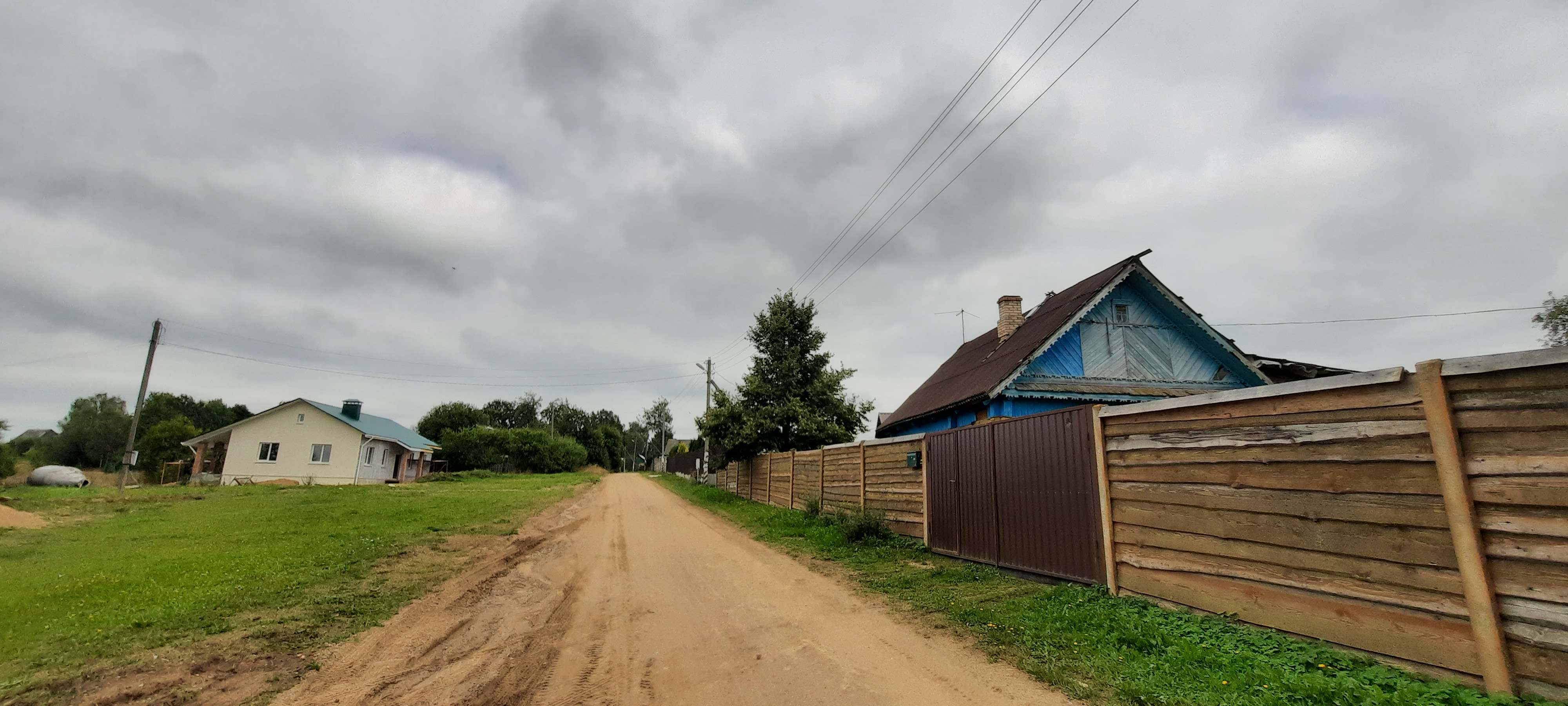
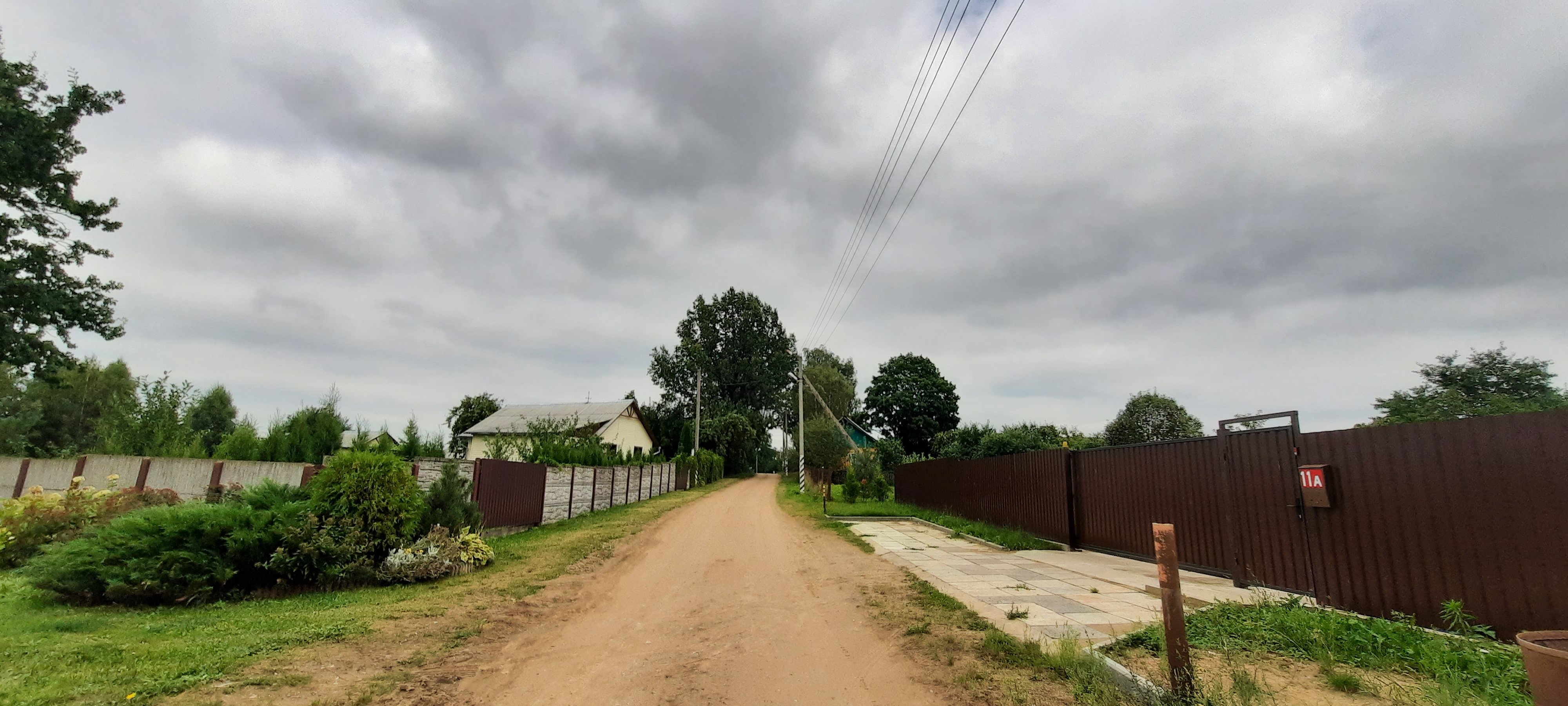
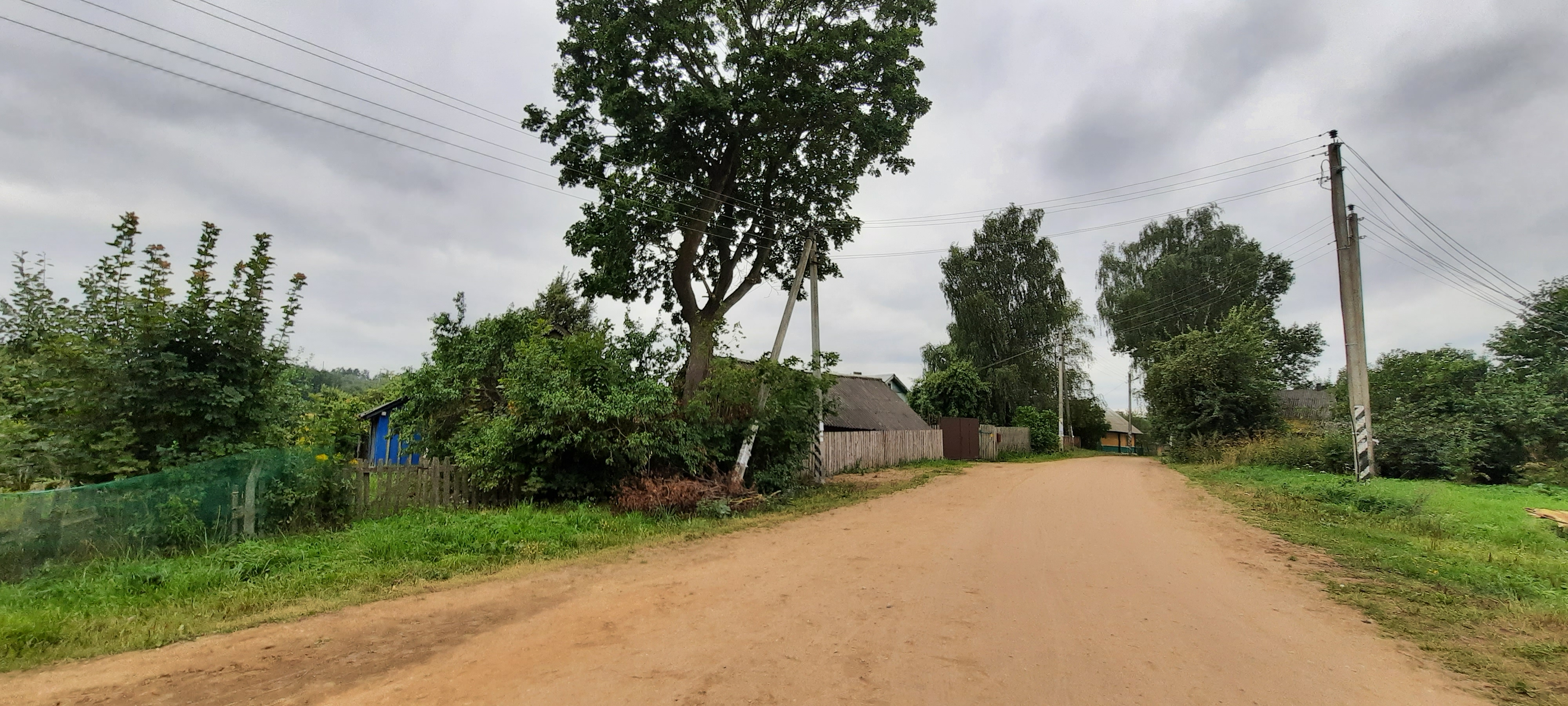